# Leptocleidoidea
De Leptocleidoidea zijn een groep uitgestorven zeereptielen, behorend tot de Plesiosauria, die leefden tijdens het Krijt.
In 2008 benoemden Patrick Druckenmiller en Anthony Russell een klade Leptocleidoidea. Deze werd gedefinieerd als de groep bestaande uit de laatste gemeenschappelijke voorouder van Dolichorhynchops osborni Williston 1902 en Leptocleidus superstes Andrews 1922; en al zijn afstammelingen. De groep komt vermoedelijk materieel overeen met de Leptocleidia.
De Leptocleidoidea bestaan uit vrij kleine vormen met een korte nek. Ze omvatten de Leptocleididae en de Polycotylidae.